# B'Boom: Live in Argentina
B'Boom: Live in Argentina je koncertní album britské rockové skupiny King Crimson. Bylo vydáno v srpnu 1995 (viz 1995 v hudbě).
Všechny skladby na dvojCD B'Boom: Live in Argentina byly nahrány na šesti koncertech konaných mezi 6. a 16. říjnem 1994 v divadle Broadway v argentinském Buenos Aires. Jedinou výjimku představuje píseň „Heartbeat“ natočená na vystoupení 10. října téhož roku v Córdobě. Právě toto argentinské turné bylo prvním veřejným vystoupením King Crimson po 10 letech nečinnosti. Skupina zde představila nový materiál, částečně předtím vydaný na EP VROOOM, částečně chystaný pro připravované album THRAK. V repertoáru se ale objevily i starší skladby ze 70. i 80. let.

## Seznam skladeb
Všechny skladby napsal(i) Adrian Belew, Bill Bruford, Robert Fripp, Trey Gunn, Tony Levin a Pat Mastelotto, pokud není uvedeno jinak. 
| Disk 1 | Disk 1                    | Disk 1                       | Disk 1            | Disk 1 |
| Pořadí | Název                     | Autor                        | Původní album     | Délka  |
| ------ | ------------------------- | ---------------------------- | ----------------- | ------ |
| 1.     | VROOOM                    |                              | THRAK (1995)      | 7:06   |
| 2.     | Frame by Frame            | Belew, Bruford, Fripp, Levin | Discipline (1981) | 5:24   |
| 3.     | Sex Sleep Eat Drink Dream |                              | THRAK (1995)      | 4:48   |
| 4.     | Red                       | Fripp                        | Red (1974)        | 6:08   |
| 5.     | One Time                  |                              | THRAK (1995)      | 4:48   |
| 6.     | B'Boom                    |                              | THRAK (1995)      | 6:47   |
| 7.     | THRAK                     |                              | THRAK (1995)      | 6:28   |
| 8.     | Two Sticks                |                              | —                 | 1:25   |
| 9.     | Elephant Talk             |                              | Discipline (1981) | 4:25   |
| 10.    | Indiscipline              |                              | Discipline (1981) | 7:20   |

| Disk 2         | Disk 2                            | Disk 2                              | Disk 2                         | Disk 2 |
| Pořadí         | Název                             | Autor                               | Původní album                  | Délka  |
| -------------- | --------------------------------- | ----------------------------------- | ------------------------------ | ------ |
| 1.             | VROOOM VROOOM                     |                                     | THRAK (1995)                   | 6:18   |
| 2.             | Matte Kudasai                     | Belew, Bruford, Fripp, Levin        | Discipline (1981)              | 3:36   |
| 3.             | The Talking Drum                  | Cross, Fripp, Wetton, Bruford, Muir | Larks' Tongues in Aspic (1973) | 5:44   |
| 4.             | Larks' Tongues in Aspic, Part Two | Fripp                               | Larks' Tongues in Aspic (1973) | 7:30   |
| 5.             | Heartbeat                         | Belew, Bruford, Fripp, Levin        | Beat (1982)                    | 3:51   |
| 6.             | Sleepless                         | Belew, Bruford, Fripp, Levin        | Three of a Perfect Pair (1984) | 6:05   |
| 7.             | People                            |                                     | THRAK (1995)                   | 5:22   |
| 8.             | B'Boom (reprise)                  |                                     | THRAK (1995)                   | 4:16   |
| 9.             | THRAK (reprise)                   |                                     | THRAK (1995)                   | 5:33   |
| Celková délka: | Celková délka:                    | Celková délka:                      | Celková délka:                 | 111:06 |

## Obsazení
- King Crimson
  - Adrian Belew – zpěv, kytara
  - Robert Fripp – kytara, mellotron
  - Tony Levin – baskytara, elektrický kontrabas, vokály
  - Trey Gunn – Chapman Stick, vokály
  - Bill Bruford – bicí, perkuse
  - Pat Mastelotto – bicí, perkuse